# Delta del río de las Perlas

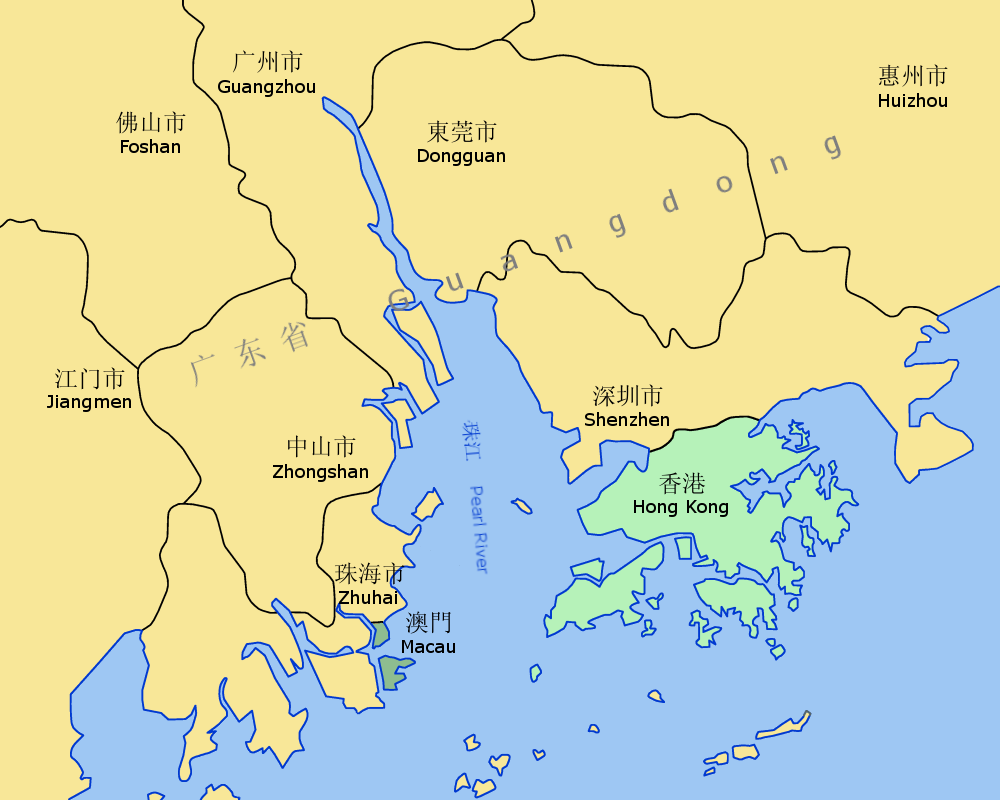
Divisiones administrativas de la región.

Megalópolis en China: deltas de los ríos Amarillo, Yangtsé y Perla

El delta del río de las Perlas (珠江三角洲) es una llanura deltaica en el centro de Cantón, en el sur de China. Está formado por numerosos ríos, y el río de las Perlas en sí es parte del delta.
El delta del río de las Perlas incluye grandes ciudades como Cantón (Guangzhou), la capital provincial, Shenzhen en la frontera con Hong Kong (que fue una de las primeras áreas de la China comunista en abrirse al comercio exterior en el decenio de 1980), o Macao. Hong Kong, en el sur del delta, no pertenece a la llanura deltaica y tiene un estatuto político particular; sin embargo, esta ciudad tiene un papel clave en la economía regional.
El delta es una de las regiones más desarrolladas de China continental, junto con el delta del Yangtsé y la región de Pekín. Tiene una fuerte industria de exportación. En el frente económico, se ha formado una región llamada «gran delta del río de las Perlas», que sobrepasa los límites físicos del delta, para incluir sus periferias cercanas. Reagrupa Hong Kong y Macao, así como las prefecturas de Guangzhou, Shenzhen, Dongguan, Foshan, Zhongshan, Zhuhai y Jiangmen, así como parte de las de Huizhou y Zhaoqing. Esta área abarca aproximadamente 43 000 km² y tiene cerca de 50 millones de habitantes.

## Ciudades
| Ciudad                | Población  | Imagen | Notas |
| --------------------- | ---------- | ------ | --- |
| Guangzhou 广州 / 廣州 | 12.700.000 |        | También conocida en occidente como Cantón. Capital de la provincia de Guangdong, es el centro cultural y político del delta del río de las Perlas. |
| Shenzhen 深圳         | 10.360.000 |        | Tiene el estatus de zona económica especial (ZEE). Ha sido una de las ciudades de más rápido crecimiento en el mundo en las últimas décadas.       |
| Dongguan 东莞 / 東莞  | 8.220.000  |        | |
| Foshan 佛山           | 7.190.000  |        | |
| Hong Kong 香港        | 7.060.000  |        | Tiene el estatus de región administrativa especial. Fue una colonia del Reino Unido hasta el año 1997.                                             |
| Huizhou 惠州          | 4.600.000  |        | |
| Jiangmen 江门 / 江門  | 4.450.000  |        | |
| Zhaoqing 肇庆 / 肇慶  | 3.920.000  |        | |
| Zhongshán 中山        | 3.120.000  |        | |
| Zhuhai 珠海           | 1.560.000  |        | Tiene el estatus de zona económica especial (ZEE).                                                                                                 |
| Macao 澳门 / 澳門     | 544.600    |        | Tiene el estatus de región administrativa especial. Fue una colonia de Portugal hasta el año 1999.                                                 |